# Juan Encarnación
Juan De Dios Encarnación (nacido el 8 de marzo de 1976 en Las Matas de Farfán) es un ex  jardinero dominicano que jugó en la Liga Mayor de Béisbol. Su último equipo en las Grandes Ligas fue los Cardenales de San Luis. Encarnación sufrió una lesión  después de ser golpeado en el ojo por una pelota, en foul, el 31 de agosto de 2007 poniendo fin a su carrera.

## Carrera

### Primeros años
Encarnación firmó por los Tigres de Detroit como amateur en 1992, a los 17 años, e hizo su debut en Grandes Ligas en 1997 a los 21 para los Tigres. Fue el cuarto jugador más joven en la Liga Americana ese año. Encarnación jugó con los Tigres hasta 2002, siendo traspasado ese mismo año a los Rojos de Cincinnati, luego a los Marlins de la Florida donde tuvo su mejor temporada, llegando a un récord personal de 24 jonrones y empujando 85 carreras. En  2003 tenía 94 carreras impulsadas, además liderando el equipo con 37 dobles al mismo tiempo que ganaba un anillo de Serie Mundial con los Marlins en 2003. Fue canjeado a los Dodgers de Los Ángeles en diciembre de ese año. Fue traspasado a mitad de temporada de regreso a Florida junto a Paul Lo Duca y Guillermo Mota por Brad Penny, Bill Murphy, y Hee-seop Choi, después de batear un decepcionante .235 en 86 juegos. Encarnación se recuperó con un año sólido en 2005, bateando .287 con 16 jonrones y 76 carreras impulsadas. También estuvo en el roster del equipo dominicano en el Clásico Mundial de Béisbol. Encarnación firma un contrato de tres años con San Luis el 23 de diciembre de 2005, por valor de 15 millones de dólares.

### Temporada 2006
Encarnación terminó la temporada 2006, su primera con los Cardenales, bateando .278 con 19 jonrones y 79 carreras impulsadas y con 6 robos. Lideró a los Cardenales en partidos jugados (153) y turnos al bate (557), fue tercero en carreras anotadas (74), segundo en hits (155),  cuarto en dobles (25), empató el primer lugar con Aaron Miles en triples (5 ), empató en el cuarto con Jim Edmonds en jonrones (19), tercero en carreras remolcadas (79), tercero en bases totales (247), empató en el octavo con Chris Duncan en bases por bolas (30), tercero en ponches (86), sexto en robos (6), segundo en atrapado robando (5),  11º en porcentaje de embasarse (.317), sexto en promedio de slugging (.443) y séptimo en promedio de bateo (.278). También puso out a 265 bateadores, 4 asistencias y 6 errores en 275 oportunidades totales, para un porcentaje de fildeo de .978.
En los playoffs se fue de 44-8 (.182) con dos triples y cinco carreras impulsadas. Pegó un triple productor en el Juego 4 de la serie divisional, que resultó ser el del triunfo, ya que los Cardenales vencieron a los Padres, 6-4, ganando la serie. Sin embargo, luchó el resto de la postemporada y estuvo en la banca los tres juegos finales de la Serie Mundial de 2006, en la que los Cardenales derrotaron a los Tigres de Detroit, 4 juegos  a 1. Encarnación confundió a muchos fanáticos cuando, sin explicación, no apareció en el desfile de la victoria de la Serie Mundial. Esta fue la segunda vez que Encarnación faltaba al desfile de la victoria con el equipo ganador; también lo hizo en el 2003 cuando ganó con los Marlins de Florida. Más tarde se supo que volvió a su casa en República Dominicana después de la Serie Mundial para atender un asunto relacionado con su hijo.

### Temporada 2007
La temporada 2007 marcó el décimo año de Encarnación en las mayores y su segundo con los Cardenales. Antes de la temporada, tuvo una cirugía en su muñeca izquierda, y estuvo indispuesto para la jornada inaugural. Comenzó el año 15 días en la lista de lesionados. Una vez rehabilitado bateó dos jonrones durante el spring training en Florida. No apareció en ningún juego regular durante la pretemporada. Poco después, Encarnación fue asignado al equipo Doble-A Springfield Cardinals para que se rehabilitara. Bateó apenas .155 con 4 dobles y 4 carreras impulsadas. Regresó a los Cardenales el 13 de mayo, jugando el jardín derecho frente a los Padres de San Diego, yéndose de 3-0. Del 30 de mayo al 18 de junio, Encarnación tuvo una racha de bateo de 18 partidos, solo uno por debajo de su récord personal  de 19, el cual estableció en el año 2000. Perdió algo de tiempo de juego después de ser sustituido por el ex lanzador convertido a jardinero Rick Ankiel.

#### Incidente
El 31 de agosto, Encarnación fue golpeado en la cara por una bola de foul bateada por su compañero de equipo Aaron Miles, mientras él estaba en el círculo de espera. Encarnación sufrió múltiples fracturas en la órbita del ojo izquierdo y una lesión en el mismo perdiéndose el  resto de la temporada 2007.
La lesión fue considerada por el médico de los Cardenales, Dr. George Paletta, como la peor lesión que había visto en la cara de un jugador de béisbol. Paletta dijo que la órbita del ojo fue básicamente aplastada, comparando el área lesionada a la desintegración de una cáscara de huevo o un cono de helado, y que el nervio óptico había sufrido un grave traumatismo. Paletta  también dijo que el globo ocular no se había roto.

### Temporada 2008
El 16 de enero de 2008 se informó que iba a perderse toda la temporada 2008, y el futuro de su carrera estaba en grave peligro.
El 2 de mayo de 2008, durante un chat organizado por las Grandes Ligas y los Cardenales de San Luis para que los seguidores hablaran con el nuevo gerente general del equipo, John Mozeliak, se hizo una pregunta sobre la posibilidad de que Encarnación volviera al equipo. Mozeliak  dijo "siento decir que no lo hará. Su lesión probablemente resultará en que termine su carrera."
El 10 de noviembre de 2008, Encarnación se declaró agente libre, terminando su militancia con los Cardenales.

## Después del béisbol
En julio de 2009, una noticia dominicana informó que Encarnación se estaba organizando para hacer una carrera política y convertirse en un senador de la República Dominicana, representando a su provincia natal San Juan. El diario St. Louis Post-Dispatch informó más tarde que los rumores dominicanos carecían de fundamento y sin mérito, y que en su lugar Juan había estado trabajando en su fundación, Juan Encarnación Foundation. El 7 de febrero de 2011  Juan inauguró la sede de la Campaña Nacional en San Juan de la Maguana de su movimiento político independiente, M-12 en apoyo al entonces candidato del PRD Miguel Vargas Maldonado.

## Récords
- Tuvo dos rachas de bateo de 19 juegos en el 2000 con los Tigres de Detroit.[13]
- En 2003, fue uno de los tres jardineros sin cometer errores, junto a los jardineros Geoff Jenkins y Orlando Palmeiro. Además fue el primer jardinero de los Marlins en tener un porcentaje de fildeo de 1000.
- Su temporada de 227 juegos sin errores en los jardines fue la segunda racha más larga en el béisbol detrás de la racha de Joe McEwing (228).[14]
- Bateó dos grand slams en abril de 2005 (uno de ellos a John Smoltz), y se convirtió en el jugador 16 en la historia en conectar grand slam en sus dos primeros cuadrangulares de la temporada. Encarnación solo tenía un grand slam en su carrera antes de hacer esto.[15]
- Tiene juegos de varios jonrones, dos de ellos realizados en 2006 con los Cardenales de San Luis.
- Su 46 triples está clasificado en el puesto 24 entre los jugadores activos.
- Actualmente ocupa el puesto 421 en la Lista de Jonrones de todos los tiempos, empatado con Ken McMullen y Bob Meusel, con 156 jonrones.

## Estadísticas
| G     | AB    | H     | 2B  | 3B | HR  | R   | RBI | BB  | SO  | SB  | AVG  | OBP  | SLG  | OPS  |
| 1,259 | 4,685 | 1,264 | 242 | 46 | 156 | 618 | 667 | 288 | 853 | 127 | .270 | .317 | .441 | .758 |

Nota:todas las abreviaturas están en inglés.

## Premios y honores
- All-Star de la Southern League en 1997 (equipo Double-A)
- 1997 – Double-A All-Star Team (Baseball America)
- Jugador Más Valioso en la Southern League en 1997
- 1997 – Mejor Prospecto de Bateo, Mejor Brazo para un Jardinero, y Jugador Más Excitante de la Southern League (Baseball America)
- Uno de los prospectos del Top 10 (Howe Sportsdata)
- 1998 – Jugador del Mes de Detroit (septiembre)
- 2000 – Jugador del Mes de Detroit (abril)